# Pompeii

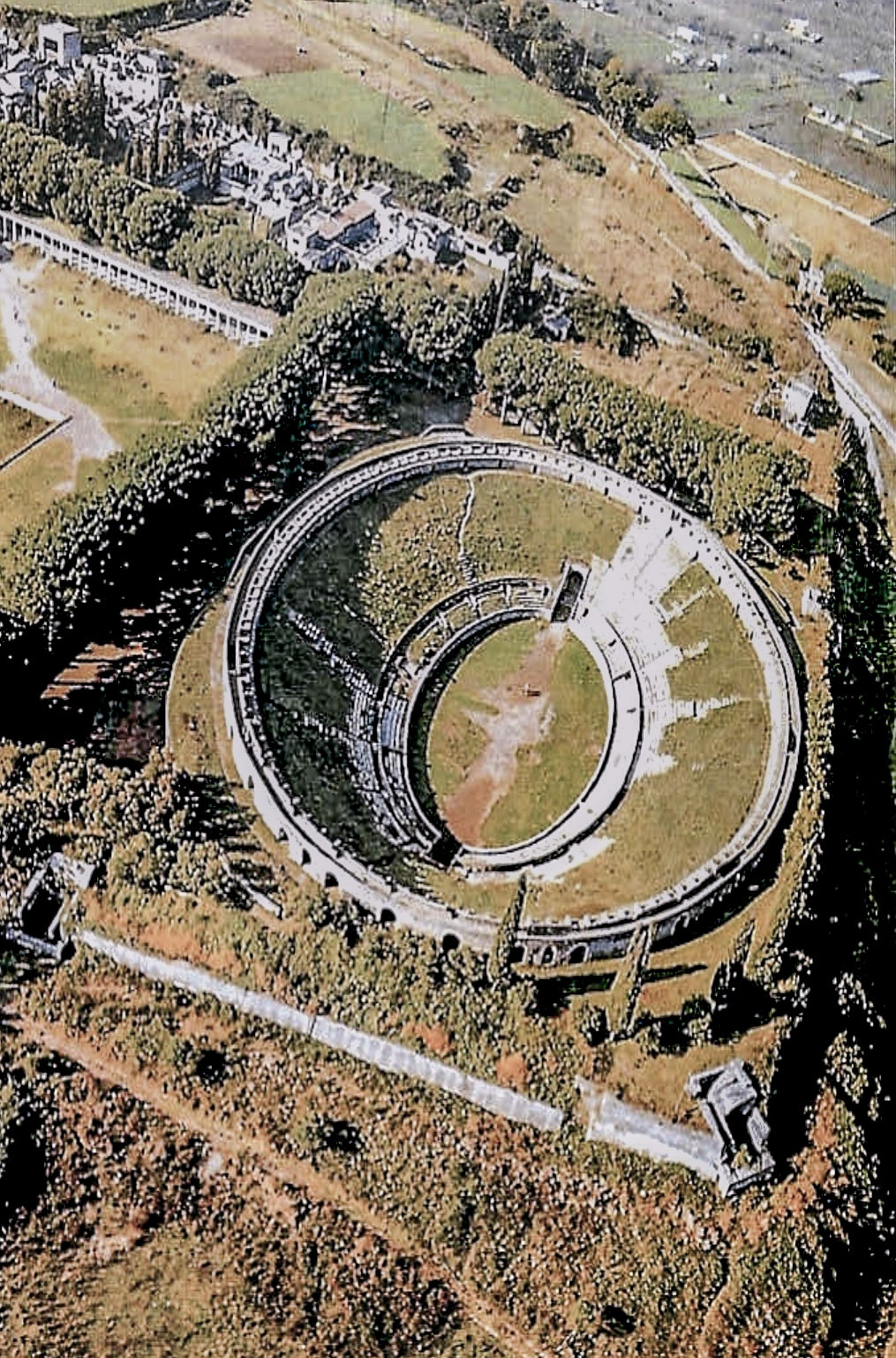
Pompeii

Pompeii a fost un oraș roman în apropierea orașului Napoli, în regiunea Campania din Italia.

## Descriere
Orașul Pompei, situat în Golful Napoli, pe țărmul vestic al Peninsulei Italice, a fost inițial o colonie doriană din secolul VI Î.Hr. În anul 80 Î.Hr. a devenit colonie romană, sub numele de Cornelia Veneria Pompeianorum.
Istoria orașului a luat sfârșit în ziua de 24 august anului 79 d. Hr. când o erupție a vulcanului Vezuviu din apropiere l-a acoperit în întregime. O mărturie din acea epocă ni s-a păstrat într-o scrisoare a lui Pliniu cel Tânăr, nepotul lui Pliniu cel Bătrân, acesta din urmă fiind una dintre miile de victime ale dezastrului. Nepotul său, Pliniu cel Tânăr, pe atunci în vârstă de 17 ani, avea să noteze, că norul semăna cu un pin, care se înălța până foarte sus și apoi se răspândea spre vârf, ca și cum ar fi avut ramuri.
Peste secole, arheologii, cu surprindere și înfiorare, au scos la lumina zilei străzi și case, și toate utilitățile de care se putea bucura un oraș în perioada de apogeu a statului roman. Se pot vedea astăzi, în Pompei, vilele cu numeroase încăperi, toate deschizându-se spre interior, spre încăperea principală numită atrium, cu spărtură în acoperiș și bazin pentru colectarea apei de ploaie în pardoseală. S-au găsit și grădinile interioare cu promenada lor, împodobite cu statui, straturi de flori și fântâni arteziene. Se pot admira frescele de pe pereții încăperilor, mozaicurile, dar și sistemul tradițional roman de încălzire prin pardoseală sau pereții caselor. Unii locuitori mai bogați aveau și propriile băi. Majoritatea însă frecventau băile publice, dar și sala de sport. Centrul orașului era reprezentat de Forul roman, o piață de 142 de metri pe 38, din care se făcea intrarea în temple, iar partea nordică era mărginită de Capitoliu. În zilele marilor jocuri se putea merge la teatrul mic, de 1 000 de locuri, sau la cel mare, de 5 000 de locuri. Se mai pot vedea în acest muzeu în aer liber piețe și ateliere meșteșugărești, brutăriile și prăvăliile din care se puteau procura diverse 
mărfuri, dar se putea servi și mâncare caldă.

Azi, Pompeiul este dovada pentru o viată prosperă și lipsită de griji a locuitorilor unei bogate colonii romane, curmată dramatic de un cumplit cataclism.

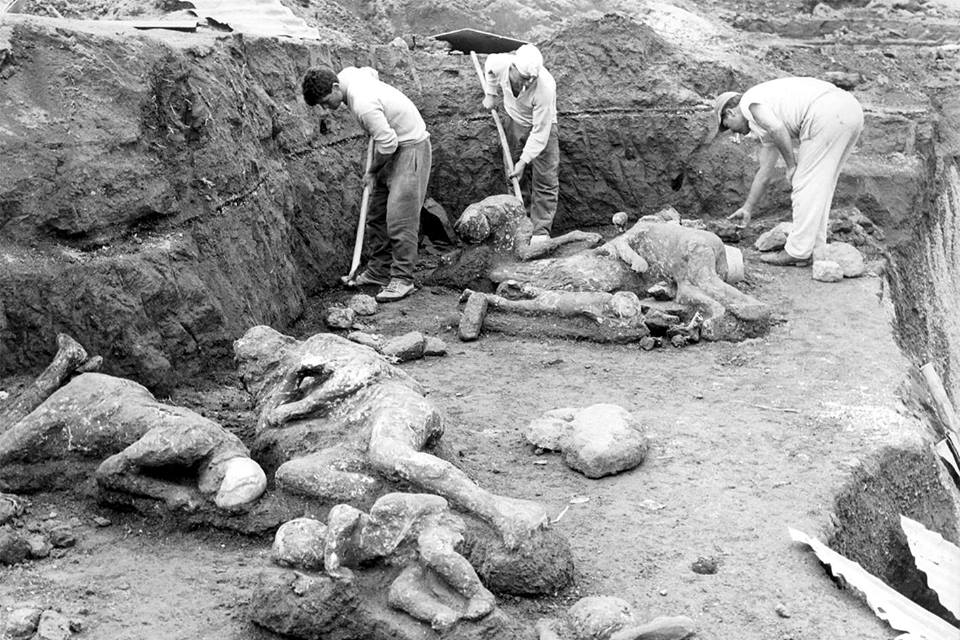
Orto dei Fuggiaschi - Grădina Fugarilor - dezvelirea mulajelor umane făcute de lava vulcanului Vezuviu